# Rainer
Rainer je priimek v Sloveniji in tujini. Po podatkih Statističnega urada Republike Slovenije je na dan 1. januarja 2011 v Slovenjiji uporabljalo ta priimek 47 oseb.  

## Znani slovenski nosilci priimka
- Aleksij Rainer (1925—1983), agrarni ekonomist
- Danica Rainer (r. Marinček) (1925—2012), zdravnica
- Franjo (Franc) Rainer (1902—1991), gozdarski strokovnjak, prof. BF
- Meta Rainer (1904—1995), mladinska pesnica in prevajalka
- Srečko Rainer (1922—2000), zdravnik ginekolog in patolog, prof. MF

## Znani tuji nosilci priimka
- Arnulf Rainer (*1929), avstrijski slikar
- Friedrich Rainer (1903—po 1947), avstrijski nacistični politik, gaulaiter
- Luise Rainer (1910—2014), avstrijsko-ameriško-britanska igralka
- Roland Rainer (1910—2004), avstrijski arhitekt